# Dirk Medved
Dirk Medved (Genk, 15 settembre 1968) è un ex calciatore belga, di ruolo difensore.

## Palmarès

### Club

#### Competizioni nazionali
- Campionato belga: 1

Bruges: 1995-1996
- Coppa del Belgio: 2

Bruges: 1994-1995, 1995-1996
- Supercoppa del Belgio: 2

Bruges: 1994, 1996